# Wall of Eyes
Wall of Eyes è il secondo album in studio del gruppo musicale inglese The Smile, pubblicato nel 2024.
La rivista Rumore lo considera il "disco dell'anno" insieme a Cutouts degli stessi Smile e la colonna sonora di Confidenza, composta da Thom Yorke.

## Tracce
Testi e musiche di Thom Yorke, Jonny Greenwood e Tom Skinner.
1. Wall of Eyes – 5:05
2. Teleharmonic – 5:10
3. Read the Room – 5:14
4. Under our Pillows – 6:14
5. Friend of a Friend – 4:35
6. I Quit – 5:32
7. Bending Hectic – 8:03
8. You Know Me! – 5:22

## Formazione
- Jonny Greenwood – chitarra, basso, piano, sintetizzatore, arrangiamenti orchestrali, violoncello, Max MSP
- Tom Skinner – batteria, sintetizzatore, percussioni
- Thom Yorke – voce, chitarra, basso, piano, sintetizzatore